# オールドサウス

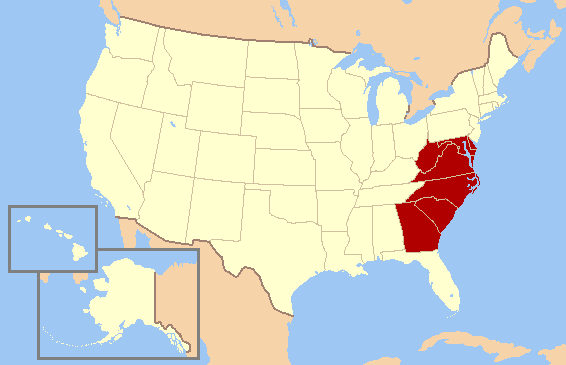
文献によりどこまでを範囲に含めるかに相違がある。一般に濃い赤で示した州をオールドサウスという。ただし、現在の州の境界線は、当時の13州のそれとは異なっているのに注意

オールドサウス（Old South）は、かつては最も歴史の古いアメリカ合衆国の建国十三州のうち南に位置していたバージニア州、ノースカロライナ州、サウスカロライナ州、ジョージア州のアングリカンが主な移民だった4州、もしくはそれにデラウェア州とメリーランド州を加えた6州を指していうもの。
北部のニューイングランドと共に古くから開拓の歴史を持つが、ニューイングランドのピューリタンとは違いこの地域の開拓者は主に英国国教会に属した貴族の分家筋であり、アフリカから奴隷を買占め貴族的文化社会を構築した。現在では南北戦争以前の伝統を色濃く残すルイジアナ州、ミシシッピー州、アラバマ州、ジョージア州、サウスカロライナ州のいわゆる深南部（ディープサウス）5州を示す事も多い。